# Rivera el Viejo Carmen
Rivera el Viejo Carmen är en ort i Mexiko.   Den ligger i kommunen Francisco León och delstaten Chiapas, i den sydöstra delen av landet, 700 km öster om huvudstaden Mexico City. Rivera el Viejo Carmen ligger 839 meter över havet och antalet invånare är 663.
Terrängen runt Rivera el Viejo Carmen är huvudsakligen kuperad, men åt sydost är den bergig. Runt Rivera el Viejo Carmen är det ganska tätbefolkat, med 80 invånare per kvadratkilometer. Närmaste större samhälle är Ocotepec, 13,3 km sydost om Rivera el Viejo Carmen. I omgivningarna runt Rivera el Viejo Carmen växer i huvudsak städsegrön lövskog.